# Une rose de la tombe d'Homère
 (novembre 2018).
Si vous disposez d'ouvrages ou d'articles de référence ou si vous connaissez des sites web de qualité traitant du thème abordé ici, merci de compléter l'article en donnant les références utiles à sa vérifiabilité et en les liant à la section « Notes et références ».

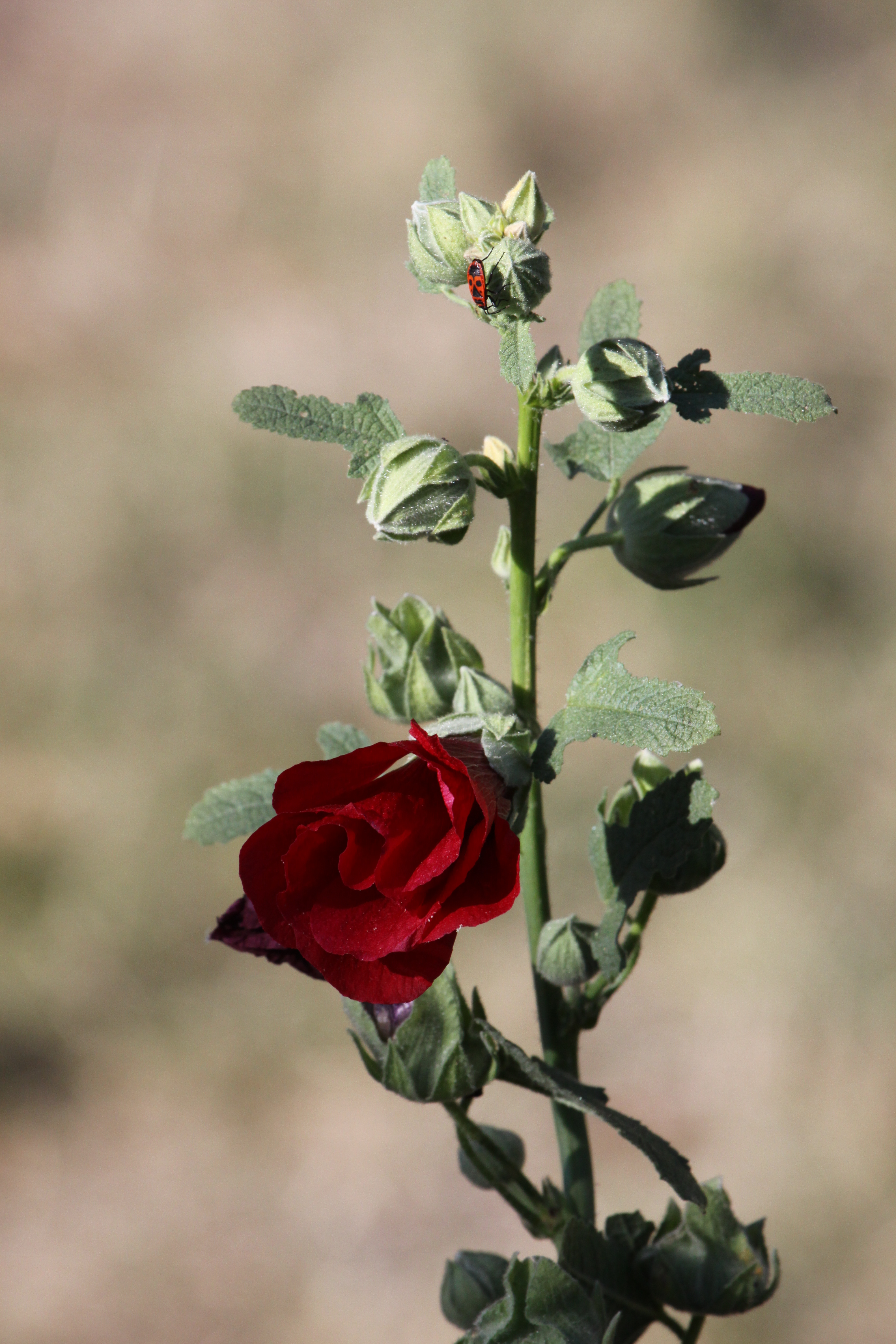

Une rose de la tombe d'Homère (en danois : En Rose fra Homers Grav) est un conte de Hans Christian Andersen paru en 1841. Il a été traduit en français par David Soldi (1819-1884). 

## Le récit
Dans tous les chants d'Orient on parle de l'amour du rossignol pour la rose. Dans les nuits silencieuses, le troubadour ailé chante sa sérénade à la fleur suave.
Non loin de Smyrne, sous les hauts platanes, là où le marchand pousse ses chameaux chargés de marchandises qui lèvent fièrement leurs longs cous et foulent maladroitement la terre sacrée, j'ai vu une haie de rosiers en fleurs. Des pigeons sauvages volaient entre les branches des hauts arbres et leurs ailes scintillaient dans les rayons de soleil comme si elles étaient nacrées.
Une rose de la haie vivante était la plus belle de toutes, et c'est à elle que le rossignol chanta sa douleur. Mais la rose se tut, pas une seule goutte de rosée en guise de larme de compassion ne glissa sur ses pétales, elle se pencha seulement sur quelques grandes pierres.
- Ci-gît le plus grand chanteur de ce monde, dit la rose. Au-dessus de sa tombe je veux répandre mon parfum, et sur sa tombe je veux étaler mes pétales quand la tempête me les arrachera. Le chanteur de l'Iliade est devenu poussière de cette terre où je suis née. Moi, rose de la tombe d'Homère, suis trop sacrée pour fleurir pour n'importe quel pauvre rossignol.
Et le rossignol chanta à en mourir.
Le chamelier arriva avec ses chameaux chargés et ses esclaves noirs. Son jeune fils trouva l'oiseau mort et enterra le petit chanteur dans la tombe du grand Homère ; et la rose frissonna dans le vent. Le soir, la rose s'épanouit comme jamais et elle rêva que c'était un beau jour ensoleillé. Puis un groupe de Francs, en pèlerinage à la tombe d'Homère, s'approcha. Il y avait parmi eux un chanteur du nord, du pays du brouillard et des aurores boréales. Il cueillit la rose, l'inséra dans son livre et l'emporta ainsi sur un autre continent, dans son pays lointain. La rose fana de chagrin et demeura aplatie dans le livre. Lorsque le chanteur revint chez lui, il ouvrit le livre et dit : Voici une rose de la tombe d'Homère.
Tel fut le rêve de la petite rose lorsqu'elle s'éveilla et tressaillit de froid. Des gouttes de rosée tombèrent de ses pétales et, lorsque le soleil se leva, elle s'épanouit comme jamais auparavant. Les journées torrides étaient là, puisqu'elle était dans son Asie natale. Soudain, des pas résonnèrent, les Francs étrangers qu'elle avait vus dans son rêve arrivaient, et parmi eux le poète du nord. Il cueillit la rose, l'embrassa et l'emporta avec lui dans son pays du brouillard et des aurores boréales.
Telle une momie la fleur morte repose désormais dans son Iliade et comme dans un rêve elle entend le poète dire lorsqu'il ouvre le livre : Voici une rose de la tombe d'Homère.